# Dai Xiaoxiang
Dans ce nom chinois, le nom de famille, Dai, précède le nom personnel.
Dai Xiaoxing (chinois : 戴小祥), né le 15 décembre 1990 à Xiamen, est un archer chinois.

## Carrière
Il obtient la médaille de bronze en individuel aux Jeux olympiques d'été de 2012 à Londres, battant lors du match pour la troisième place le champion d'Europe néerlandais Rick van der Ven. Au tournoi par équipe, il se classe à la septième place.